# Карло Малута
Карло Малута (італ. Carlo Maluta, нар. 7 травня 1927, Трієст) — італійський футболіст, що грав на позиції нападника. По завершенні ігрової кар'єри — тренер.
Виступав, зокрема, за клуб «Емполі».

## Ігрова кар'єра
У дорослому футболі дебютував 1946 року виступами за команду клубу «Понціана», в якій провів три сезони. Згодом з 1950 по 1952 рік грав у складі команд клубів «Едера Трієсте» та «Трієстина».
Своєю грою за останню команду привернув увагу представників тренерського штабу клубу «Емполі», до складу якого приєднався 1952 року. Відіграв за команду з Емполі наступні чотири сезони ігрової кар'єри.
Протягом 1956—1957 років захищав кольори команди клубу «Сієна».
Завершив професійну ігрову кар'єру у клубі «Сан-Віто» (Беневенто), за команду якого виступав протягом 1957—1961 років.

## Кар'єра тренера
Розпочав тренерську кар'єру, ще продовжуючи грати на полі, 1960 року, очоливши тренерський штаб клубу «Сан-Віто» (Беневенто).
В подальшому очолював команди клубів «Ачиреале» та «Патерно».
Наразі останнім місцем тренерської роботи був клуб «Марсала», головним тренером команди якого Карло Малута був 1969 року.